# 천안두정중학교
천안두정중학교(天安斗井中學校)는 대한민국 충청남도 천안시 서북구 두정동에 있는 공립 중학교이다.

## 학교 연혁
- 1998년 6월 23일 : 천안두정중학교 설립인가(36학급)
- 2002년 3월 4일 : 제1회 입학식(544명)
- 2005년 2월 17일 : 제1회 졸업식(560명)
- 2025년 1월 8일 : 제21회 졸업식(10학급 302명 누계 7,402명)
- 2025년 3월 1일 : 제11대 정경진 교장 부임
- 2025년 3월 4일 : 제24회 입학식(10학급 319명)

## 참고 자료
- 천안두정중학교 - 한국교육학술정보원 학교알리미